# Geronde schijfhoren
De geronde schijfhoren (Anisus leucostoma) is een slakkensoort uit de familie van de Planorbidae. De wetenschappelijke naam van de soort werd in 1813 als Planorbis leucostoma voor het eerst geldig gepubliceerd door Millet.

## Beschrijving
De geronde schijfhoren is een zoetwater-huisjesslak met een geelbruin huisje tot 8,5 x 1,4 mm die vaak bedekt is met algen. Het huisje is schijfvormig in een plat vlak linksgewonden, zonder uitstekende eerdere windingen. De mondopening is scherp en niet continu, met binnenin soms een vage verdikte drempel. Tot zes zeer geleidelijk in grootte toenemende smalle windingen. Met de mondopening links, zijn de windingen aan de bovenkant vlakker dan aan de onderzijde. Daar zijn ze meer afgerond, met soms een zeer vage kiel onderaan. Verder geen echte sculptuur, alleen fijne schuine groeilijntjes. Geen afsluitplaatje (operculum) in de mond.
De soort lijkt op vergelijkbare schijfhorens, zoals de spiraalschijfhorenslak (Anisus spirorbis) en draaikolkschijfhorenslak (Anisus vortex), die van opzij gezien hoekig is aan de onderkant.

## Verspreiding en habitat
De geronde schijfhoren is te vinden in wateren die langdurig kunnen uitdrogen. Dat soort wateren zijn onder andere te vinden in het kustgebied (duinen), het rivierengebied en in het binnenland (broekbossen).
Anisus:
leucostoma · 
septemgyratus · 
spirorbis · 
vortex · 
vorticulus

Gyraulus:
acronicus · 
albus · 
chinensis · 
crista · 
laevis · 
parvus · 
riparius · 
rossmaessleri

Planorbarius:
corneus · 
†peetersi · 
Planorbella:
anceps · 
duryi · 
trivolvis · 
Planorbis:
carinatus · 
planorbis

Overig:
Bathyomphalus contortus · Helisoma nigricans · Hippeutis complanatus · Menetus dilatata · Segmentina nitida